# Gobionotothen
Gobionotothen és un gènere de peixos pertanyent a la família dels nototènids.

## Distribució geogràfica
Es troba a l'oceà Antàrtic.

## Taxonomia
- Gobionotothen acuta (Günther, 1880)[5]
- Gobionotothen angustifrons (Fischer, 1855)[6]
- Gobionotothen barsukovi (Balushkin, 1991)[7]
- Gobionotothen gibberifrons (Lönnberg, 1905)[8]
- Gobionotothen marionensis (Günther, 1880)[5][9][10][11][12][13][14]